# کیسی کارلوس
کیسی کارلوس (به انگلیسی: Kasey Carlson) (زادهٔ ۲۶ نوامبر ۱۹۹۱) شناگر اهل ایالات متحده آمریکا است.